# Юробанк Ергасиас
„Юробанк Ергасиас“ е банка със седалище в Атина, Гърция.
Основана е през 1990 година и сред поредица от сливания през следващите години развива дейност в няколко европейски страни като част от швейцарската група „Е Еф Ге Груп“. През 1998 година придобива мажоритарен дял в българската Пощенска банка. През 2012 година, по време на Гръцката финансова криза, е отделена от останалата дейност на групата и е продадена на гръцката фамилия Лацис, а по-късно основен акционер става канадската „Феърфакс Файненшал“.